# 海拉博盧
海拉博盧是土耳其的城鎮，由泰基爾達省負責管轄，位於該國西北部，面積1,014平方公里，海拔高度81米，主要農業品有向日葵和小麥，2010年人口18,254。

## 外部連結
- Tekirdağ governor's official website - Hayrabolu
- Hayrabolu.net
- E-Hayrabolu.com
- District municipality's official website （页面存档备份，存于）

41°13′N 27°07′E / 41.217°N 27.117°E